# دلمة عليا
دلمة عليا (بالفارسية: دلمه علیا) هي قرية تقع في قسم رادكان الريفي (مقاطعة تشناران) في إيران. يقدر عدد سكانها بـ 327 نسمة بحسب إحصاء 2016.